# جاي جي. فيليبس
جاي جي. فيليبس (بالإنجليزية: J. G. Phillips)‏ هو اقتصادي أسترالي، ولد في 13 مارس 1911 في Mosman, New South Wales ‏ في أستراليا، وتوفي في 7 أكتوبر 1986 في Manly, New South Wales ‏ في أستراليا.